# Кузнецов, Андрей Анатольевич (политик)
Андрей Анатольевич Кузнецов (род. 29 мая 1972, Нижняя Тура, Свердловская область, РСФСР, СССР) — российский политический деятель, член партии «Справедливая Россия — За правду», депутат Государственной думы восьмого созыва (с 2021 года). Из-за поддержки российско-украинской войны находится под санкциями ряда стран.

## Биография
Андрей Кузнецов родился в 1972 году в семье потомственных военных. Окончил Уральский государственный университет имени А. М. Горького (1994), работал в ряде СМИ Екатеринбурга. Прошел путь от газетного корреспондента до главного редактора и основателя газет и интернет-СМИ, получил известность как ведущий еженедельных аналитических общественно-политических передач на ТВ.
В 1995—1996 годах Кузнецов работал корреспондентом в Чечне во время боевых действий, за что награждён нагрудным знаком «За отличие в службе» II степени МВД РФ. В 1999 году участвовал в создании движения «МАЙ», прославившегося «нервными митингами», принудительными диалогами с мэрами городов и даже 53-дневным палаточным городком протеста возле здания Правительства Свердловской области.
В 2003—2012 годах Кузнецов был исполнительным директором Уральского института прикладной политики и экономики. В 2012—2013 годах занимал пост первого заместителя руководителя администрации губернатора Свердловской области и курировал вопросы внутренней политики. В 2013—2017 годах был советником председателя партии «Справедливая Россия», руководителем по вопросам идеологии в проекте «Центр защиты прав граждан»; в 2017—2020 годах — советник руководителя фракции «СР» в Государственной думе, с 2019 года — председатель регионального отделения «СР» в Свердловской области, в 2020—2021 — заместитель руководителя аппарата фракции «СР» в Госдуме, с мая по сентябрь 2021 года – руководитель аппарата фракции.
С 2021 года Кузнецов заседает в Государственной думе РФ VIII созыва. Он был избран 19 сентября 2021 года от партии «Справедливая Россия — Патриоты — За правду» (бывшая «Справедливая Россия») по федеральному округу (баллотировался под первым номером в региональной группе № 23, Пермский край, Свердловская область). Под руководством Андрея Кузнецова свердловское реготделение на выборах 2021 года заняло второе место по числу полученных голосов (более 207 тысяч голосов) и шестое место по процентам (12,85 % голосов) среди всех региональных отделений партии СРЗП .
Кузнецов стал первым заместителем председателя комиссии по регламенту и обеспечению деятельности парламента и заместителем руководителя фракции СРЗП. В Думе он занимается в первую очередь вопросами государственной тарифной политики. Депутат раскритиковал решение о резком досрочном повышении тарифов на ЖКУ по всей стране с 1 декабря 2022 года (Кузнецов о повышении тарифов на ЖКУ на YouTube), подверг критике отчёт о работе федерального правительства за 2022 год из-за отсутствия в нем темы повышения тарифов и реформы нормативов в сфере ЖКХ. Призвал Счетную палату РФ на регулярной основе контролировать эффективность тарифной политики (Вопрос Кузнецова исполняющей обязанности председателя Счетной палаты РФ Галине Изотовой на YouTube).
Кузнецов считает, что внутренний курс страны необходимо разворачивать в пользу укрепления социальных гарантий трудящихся и пенсионеров за счет прекращения политики вывоза капитала и ресурсов за рубеж. «Мы уверены, — заявил он однажды, — что будущее — за новым социализмом, системой, где общие ресурсы не являются добычей узкого круга лиц, а служат интересам большинства граждан».
11 сентября 2022 года Кузнецов участвовал в выборах губернатора Свердловской области от партии «Справедливая Россия — Патриоты — За правду», занял третье место из пяти с результатом 9,15 %.
С 2017 года курирует партийный проект «Центр защиты прав граждан», бесплатно оказывающий правовые услуги населению.

## Семейное положение
Кузнецов женат, воспитывает сына и двух дочерей.

## Международные санкции
Из-за поддержки российской агрессии и нарушения территориальной целостности Украины во время российско-украинской войны депутат находится под персональными международными санкциями разных стран. 23 февраля 2022 года внесён в санкционные списки стран Евросоюза за действия и политику, которые подрывают территориальную целостность, суверенитет и независимость Украины и еще больше дестабилизируют Украину; 24 февраля 2022 года включён в санкционный список Канады «близких соратников режима» за голосование о признании независимости «так называемых республик в Донецке и Луганске». 24 марта 2022 года, на фоне вторжения России на Украину, включён в санкционный список США за «соучастие в войне Путина» и «поддержку усилий Кремля по вторжению в Украину», Госдеп США заявил что депутаты Госдумы используют свои полномочия для преследования инакомыслящих и политических оппонентов, нарушают свободу информации, ограничивают права человека и основные свободы граждан России.
По тем же основаниям находится под санкциями Великобритании (с 11 марта 2022 года), Швейцарии (с 25 февраля), Австралии (с 26 февраля), Японии (с 12 апреля), Новой Зеландии (с 3 мая), Украины (с 7 сентября).